# Charles-François Plantade
Pour les articles homonymes, voir Charles Plantade et Plantade.
Charles-François Plantade est un musicien français né le 14 avril 1787 à Paris où il est mort le 24 mai 1870.
Fils du compositeur et pianiste Charles-Henri Plantade (1764-1839), il devint "compositeur dans un genre spirituel et léger" selon la Nouvelle biographie générale. Il fut en outre membre fondateur de la Société des concerts du Conservatoire (1828) et de la Société des auteurs et compositeurs de musique (1858). Il exerça également différentes fonctions en lien avec la musique dans l'administration.

## Biographie
Jean-François Berthelier interpréta certaines de ses chansonnettes.
On possède de lui un portrait lithographié par Marie-Alexandre Alophe et plusieurs photos par l'Atelier Nadar (1900). Celle qui illustre cet article est d'Étienne Carjat.

## Œuvre
- Adélaïde ou Les couplets de fête, chansonnette, accompagnement de guitare par Antoine Meissonnier 1855,
- Le départ, chansonnette, paroles de Théodore Muret, accompagnement de guitare par  Joseph Meissonnier,
- Le Souvenir, romance,
- La petite Laurette, canzonnette, paroles de Charles Malo (1790-1871),
- Les Cinq Ages de la Vie,
- Le baptême du petit ébénisse (sic),
- La chute des feuilles...

## Sources
- Erik Kocevar, « Charles-Henri Plantade » dans Joël-Marie Fauquet (dir.), Dictionnaire de la musique en France au XIXe siècle, Fayard, Paris, 2003  (ISBN 2-213-59316-7)